# Edificio del Patriarcado de Belgrado
El actual palacio del Patriarcado está situado en la zona de Varoš kapija (Puerta de la ciudad), es decir en Kosančinćev venac, topónimo habitual después de 1872. En esta parte de Belgrado, que se extiende por una parte de la pendiente hacia el río Sava, desde la invasión turca en 1521 se iba formando una colonia serbia, cuyo corazón era la antigua iglesia de Arhanđel Mihailo (Arcángel Miguel) (situada donde la actual Iglesia catedral - Saborna crkva). Los primeros datos escritos sobre este importante edificio, de 1578, los encontramos en la descripción de un protestante alemán, Gerlah, que estaba en Belgrado en aquella época. 
En el desarrollo histórico posterior de Kosančićev venac es especialmente importante el período después del Edicto del Sultán (Hatiserif) de 1830, cuando esta parte de la ciudad llega a ser el centro del poder estatal, de la vida cultural y religiosa del Principado de Serbia y cuando empieza su intensiva transformación arquitectónica y urbanística. Aparte de la Iglesia catedral, con el tiempo se construyeron muchos edificios importantes como la Residencia de Princesa Ljubica, el Arzobispado de Belgrado y Karlovci, la Imprenta del estado, la Oficina nacional y magistrado, la Biblioteca Nacional etc. No solo se han conservado los edificios mencionados sino también la estructura urbanística de Kosančićev venac, al igual que algunas obras arquitectónicas por lo que esta zona de la ciudad representa un ambiente especial que refleja el aspecto histórico del antiguo Belgrado. Se trata, pues, de un espacio polifacético, de un extraordinario valor arquitectónico, urbanístico e histórico; ya que es uno de los testimonios materiales más importantes de la historia serbia en el período entre finales del siglo XVIII y principios del siglo XX, está protegido como bien cultural de gran interés.
El palacio del Patriarcado, como centro del poder eclesiástico de la Iglesia ortodoxa serbia, se edificó en el lugar del ya citado edificio del Arzobispado de Belgrado y Karlovci, que había sido construido ya a mediados del siglo XIX y cuya construcción más o menos coincide con la edificación de la Iglesia catedral. La historia del antiguo palacio del Arzobispado es muy interesante. El terreno que ocupó el edificio del palacio del Arzobispado había sido adquirido por el estado de Serbia ya en 1818 y en él se situó también la residencia del príncipe Miloš.

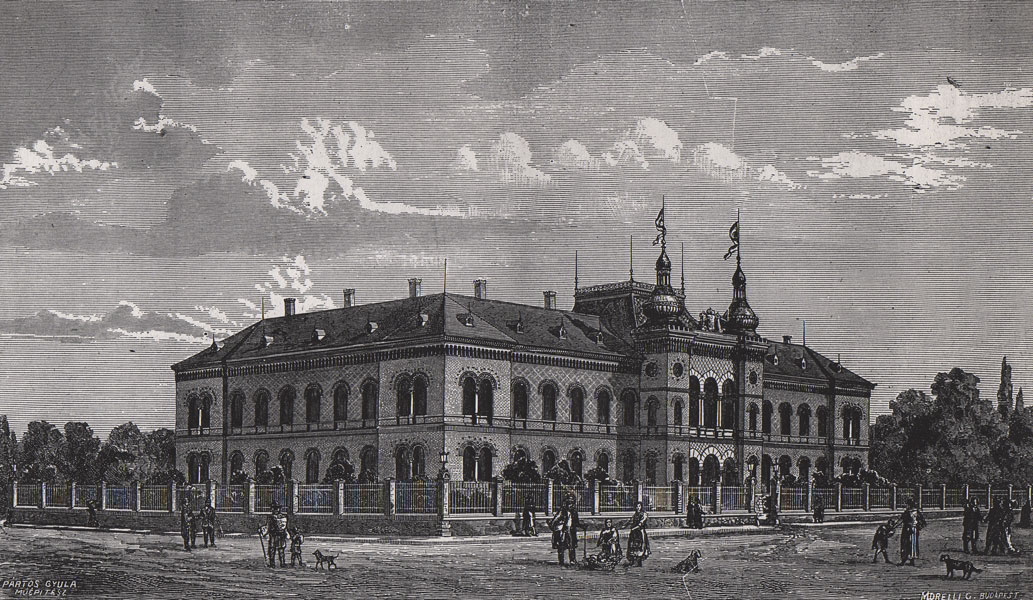
Patriarcado en Sremski Karlovci

El edificio del Arzobispado fue construido como un edificio de un piso, de construcción simplificada y con una sobria plástica arquitectónica. Sin embargo, a pesar de un diseño modesto de la edificación, representó un importante valor histórico que fue homenajeado por el patriarca Varnava (Bernabé) que encargó un cuadro del edificio, antes de su derribo, al conocido pintor Kosta Hakman. Es interesante que Hakman también hiciera una pintura del edificio más pequeño que estaba al fondo del patio del Arzobispado. Una historia, relacionada con esta modesta construcción, cuenta que en ella había sido guardada la cabeza de Karađorđe, antes de ser enviada a Constantinopla. Ambas pinturas, al ser terminadas, fueron entregadas al Museo del Patriarcado en Sremski Karlovci.
Por el grado de deterioro que sufría el antiguo edificio del Arzobispado se decidió derrumbarlo y levantar en su sitio una nueva construcción. En 1930 se propuso la construcción de un nuevo y representativo palacio del Patriarcado en la zona de Savinac. Teniendo en cuenta la lenta e incierta construcción de hram Sv. Save (Templo de San Sava) en Vračar, lo que posponía la realización de los demás edificios eclesiásticos en la futura plaza Svetosavski trg, se tomó la decisión de levantar un nuevo edificio, de acuerdo con el proyecto del arquitecto Viktor Lukomski, en el sitio del antiguo Arzobispado, para la sede de la Iglesia ortodoxa serbia , hasta que se construyera el complejo de Savinac. Lukomski, un arquitecto de origen ruso, finalizó el proyecto en 1932 y el edificio del Patriarcado se construyó entre 1932 y 1935. Una vez terminado el edificio, consiguió opiniones favorables del público de la época y en la prensa fue descrito como: “imponente y monumental, de estilo neo-bizantino simplificado que corresponde a los gustos del clero de Belgrado”.
A causa de la considerable inclinación del terreno hacia la terraza del Sava, el edificio tiene un número desigual de pisos a los costados. En el semisótano y en la planta baja están situadas las instituciones de la Iglesia ortodoxa serbia, oficinas, archivos y salas del tribunal espiritual. La primera planta está reservada en su totalidad para el patriarca y abarca el apartamento, el despacho, la capilla, la biblioteca, el comedor, la sala de recepción y el apartamento para visitantes distinguidos. En la segunda planta se ubican las estancias de trabajo – la sala de conferencias, el salón de la junta de obispos, el Sínodo y el Consejo del Patriarcado. Junto al ala oriental del edificio, está el anejo con apartamentos para los dignatarios eclesiásticos. En el patio interior se encuentra la capilla dedicada a Sveti Simeon Mirotočivi (San Simón), por encima de la cual se levanta una cúpula monumental. Aparte de ser la sede de la Iglesia ortodoxa serbia, el edificio del Patriarcado también acoge dos instituciones culturales de gran importancia: el Museo de la Iglesia ortodoxa serbia y la Biblioteca del Patriarcado.
La arquitectura del edificio del Patriarcado refleja una construcción compleja y heterogénea. Sus características estilísticas debían satisfacer a unos clientes conservadores y por lo tanto está concebido como una reinterpretación libre del patrimonio arquitectónico de la esfera cultural bizantina. El estilo nacional está marcado principalmente por una estructura piramidal de volúmenes superpuestos gradualmente, con nichos arqueados, arcos, consolas y detalles de la decoración plástica y pictórica. No obstante, el espíritu academicista es perceptible en la disposición de la planta y en la solución de la distribución de estancias, en la triple división horizontal de las fachadas, en la forma regular de los vanos, en el resalte de la hilada saliente y en el uso de una plástica secundaria. La influencia de hasta entonces dominantes concepciones modernistas se nota en las superficies simples y neutras de los lienzos de fachada y en las características ventanas rectangulares en los laterales del piso más alto. El interior está arreglado de manera representativa, con cierta sobriedad, adecuada a su uso.
En la ejecución de la fachada destaca el masivo y solemne portal, orientado hacia la Iglesia catedral. Está marcado por una monumentalidad acentuada, con unos característicos cortos pilares deformados que representan un motivo emblemático en la arquitectura eclesiástica de los emigrantes rusos en Serbia. El emblema en relieve y el mosaico añaden una calidad pictórica especial a este segmento de la fachada. Sobre la entrada semiesférica, el distinguido escultor Vladimir Zagorodnjuk, diseñó el escudo en relieve del Patriarcado³, al que dos ángeles coronan con la mitra obispal. Por encima del portal se encuentra la representación en mosaico de Jovan Preteča (San Juan Bautista El Precursor), hecha a partir de los diseños del pintor Vladimir Predojević. 
Es de particular interés una amplia y rica colección del Museo de la Iglesia ortodoxa serbia , situada dentro del Patriarcado, que tiene un extraordinario valor religioso, cultural e histórico. Desde su fundación, el objetivo de esta institución ha sido reunir y exponer el desarrollo completo de la Iglesia ortodoxa serbia en un único lugar, sin trato preferencial de ninguna diócesis, personalidad o época en particular. Aunque los mayores méritos por la apertura del Museo corresponden al patriarca Varnava y al profesor Dr. Radoslav Grujić, se inauguró solo durante la época del patriarca Vikentije (Vicente), en 1954. Los objetos exhibidos provienen de diversas fuentes, la mayor parte la constituyen objetos de los monasterios de Fruška Gora y de las iglesias de la parte oriental de Srem, que fueron devueltos de Zagreb, donde habían permanecido durante la ocupación alemana en la Segunda Guerra Mundial. El resto del inventario consiste en los objetos que antes de 1941, por encargo del Museo, habían adquirido Radoslav Grujić y Lazar Marković. La colección del Museo abarca: pintura eclesiástica, retratos de dignatarios eclesiásticos, grabados de la antigua Serbia, libros manuscritos e impresos de la antigua Serbia, todo tipo de vestimenta religiosa, regalos votivos, encaje eclesiástico, sellos, documentos históricos etc.
El edificio del Patriarcado en la calle Sime Markovića 6 en Belgrado ha sido catalogado como bien cultural desde 1984 (Resolución, Boletín Oficial de Belgrado, n° 23/84).